# Pechys
Der Pechys ist eine in der Antike verwendete Längenmaßeinheit von zumeist 24 Fingerbreit, die sogenannte klassische Elle.
- Wenn nicht anders spezifiziert, bezeichnet der metrologische Term Pechys die klassische griechisch-römische Elle, den Cubitus, den Pechys ephtymetrikos zu 1½ Fuß.
- Der Pechys neilos, wörtlich die Nil-Elle,  auch einfach kurz Neilos genannt, wird  – wie im alten Ägypten üblich –  in stets 28 Fingerbreit geteilt.
- Der Pechys histonikos, auch mesopotamische Elle oder kurz Mesopotamos genannt, ist eine halbe sexagesimale Längeneinheit. Sie misst immer 60 ÷ 2 = 30 Fingerbreit.
- In Damaskus (Syrien) galt: 1 Pechys = 280 1⁄5 Pariser Linien = 604 Millimeter[1]

Das Maß wurde auch als Großer Pik bezeichnet und war etwa 40 Millimeter größer als der Kleine Pik.